# Myrmarachne mahasoa
Myrmarachne mahasoa är en spindelart som beskrevs av Fred R. Wanless 1978. Myrmarachne mahasoa ingår i släktet Myrmarachne och familjen hoppspindlar. Inga underarter finns listade i Catalogue of Life.